# 社会科教育
社会科教育（しゃかいかきょういく）は、日本の学校教育における教科「社会」をはじめ、社会に関する内容の学習に焦点を当てた関連する教育活動・内容の総称。太平洋戦争後、米国主導の教育の民主化の中で、当時米国で盛んにおこなわれていたSocial studiesを「社会（科）」として導入した。
本項目では、主として教科「社会」に関連のある理論・実践・歴史などについて取り扱う。現在の学校教育における教科「社会」自体については社会 (教科)を参照。

## 概要
「社会科教育」は、文字通りにとれば初等教育（小学校）および中等教育前期（中学校）の教育を指す。ただし、広義には小学校低学年の生活科、高等学校の地理歴史科・公民科が含まれることが多い。その他、家庭科などの領域を含んだ社会科学全般の教育を想定することもある。
なお、教科「社会」に対応する学問領域は地理学、歴史学、政治学、法律学、経済学、社会学、哲学、倫理学など、非常に多岐にわたっている。

### 社会科教育学
社会科教育に関する研究分野は「社会科教育学」（しゃかいかきょういくがく）と呼ばれ、教育学（教科教育学）の一分野として位置づけられる。社会科教育学の研究内容は、以下のように多岐にわたっている。
- 社会科の授業分析や教材研究（教育方法学や、教材の基礎となる個別の学問とも関連）
- 社会科および関連教科の歴史（教育史とも関連）
- 社会科学習の国際比較（比較教育学とも関連）
- 社会科学習と、子どもの社会性や社会認識の発達との関係についての考察（教育社会学・教育心理学・発達心理学とも関連）
- その他、社会科およびその周辺領域に関する内容

国際理解教育・環境教育・平和教育・消費者教育など、「個別の社会問題の学習」に関する研究も、社会科教育学の領域として扱われることもある。
社会科教育学は、教育学を基盤としながら、人文科学・社会科学の手法を幅広く取り入れている。その一方で社会科教育学は、多様な学問分野のうちの一部分を「社会科」という共通テーマで抜き出して寄せ集めたものだとも言えるため、学問としての方法論が曖昧になってくるとも言える。

## 歴史
社会科は、1947年（昭和22年）より新しく始まった教科である。それ以前は、地理・歴史・政治などの個別の教科・科目として存在した。終戦を期に始まった連合国軍最高司令官総司令部 (GHQ) の教育改革の中で、第四の指令「修身、日本歴史及ビ地理停止ニ関スル件」が発せられ、「修身」、「日本歴史」、「地理」の見直しが行われた。GHQは、軍国主義及び極端な国家主義的観念の排除を目指し、民主主義国家の建設にふさわしい社会人を育て上げる教科として「社会科」が設立された。
ただし、「太平洋戦争後政治の総決算」を掲げ、行財政改革・教育改革・税制改革を柱とした中曽根康弘政権下で、小学校低学年で社会科と理科を廃し生活科を新設した（1992年 - ）ほか、太平洋戦争後、社会科に含まれた人文科学系分野（特に日本史）を分置することを企図した。生活科設置は1992年に実現し、社会科の分置も高等学校の「地理歴史科」「公民科」を再編することによって実現した（1994年 - ）。こうした変更には、特に歴史教育を独立させる意図があったとされている。教育課程審議会で、大部分の委員が反対したにもかかわらず、木村尚三郎委員に意見を代弁させる形で、半ば強硬に押し切って分割を決定した。これ以後、高校で社会科に相当する教科は「地理歴史」と「公民」に分割され、免許取得のための科目も二分された。これ以後、大学の教職課程において、高校の地理歴史科と公民科、中学校の社会科の免許を同時に取得することは、単位の関係上、かなり困難となった。

## 現状と課題

### 社会科の目標に関する課題
社会科の目標は、学習指導要領において「公民的資質」の育成とされている。この「公民的資質」は、学習指導要領（平成29年告示）では「公民としての資質・能力」とされ、社会科の究極的な目標として位置付けられている。しかし、「公民的資質」は「国家に従順な国民」として解釈される場合もあり、社会科教育を専門とする学者の中では、社会科は「科学的な社会認識形成を通じて市民的資質を育成する教科」として捉えられることが多い。学者の中には、科学的社会科認識形成に留めるべきであるとする者もいる。

### 教員養成に関する課題
原則的に、日本で社会科教育を行う場合、小学校・中学校「社会」・高等学校「地理歴史」または「公民」の免許が必要となる。

### 中学校
日本で中学校「社会」の教員免許を取得する際には、教育職員免許法施行規則第4条に基づき、次の内容を含む科目を規定単位数以上履修する必要がある。2010年2月現在、中学校「社会」教員免許は教員養成系や社会科学系の多くの大学・学部（通信教育を含む）で取得可能である。
- 地理学から2単位
- 日本史および外国史から2単位
- 政治学および法律学から2単位以上
- 経済学および社会学から2単位以上
- 哲学および倫理学から2単位以上

このほか、第六条第四欄に規定されている「各教科の指導法」として、「社会」の指導法（社会科教育法などと呼ばれる。基本的には、社会科教育学を含む）を履修する必要がある。
こうした規定になっているため、上記のすべての分野を履修していなくても教科「社会」の教員免許取得が可能である。また、教科「社会科」が取り扱う学問領域の広さから、免許取得のためのカリキュラムを整備した大学は非常に多く、他の教科以上に免許取得が容易である。そのため、免許取得者が5教科の中で非常に多く、教員採用試験では高倍率になりやすい。
なお、高等学校で「社会」に該当する教科「地理歴史」「公民」の免許は（取得する単位に一定の互換性はあるものの）別であるため、両方の免許を取得する場合は他の教科以上に多くの単位数が必要となる。

## 学会
社会科教育に関する研究学会は全国各地に多いが、全国規模での研究学会としては、「全国社会科教育学会」（本部:広島大学）と「日本社会科教育学会」（本部:筑波大学）がある。これらの学会には全国の社会科教育の研究者・現職教員などが集い、年に1度の研究大会を開催している。研究大会では、社会科・総合学習・生活科の領域における研究発表がなされる。関連学会として社会系教科教育学会（本部:兵庫教育大学）などがある。
その他の学会・研究団体
- 社会科の初志をつらぬく会
- 中等社会科教育学会
- 社会系教科教育学会

## 資格・催しなど
ニュース時事能力検定、歴史能力検定、地図地理検定、世界遺産検定など。